# Кимчхон
Кимчхон (на корейски: 김천시Хангъл, 金泉市Ханча, Gimcheon-si) е град в провинция Кьонсан-Пукто, Южна Корея. Разположен е на главната магистрала на страната – пътят Сеул-Бусан.
В древността, Кимчхон е известен с трите си планини (Гьомо, Дедеок, Хвангак) и двете си реки (Камчон и Джикджичон). По време на династията Чосон, градът е един от петте най-големи пазара в региона. Градът служи и като транспортен хъб на трафика в района на Йонгнам и е известен с историята и консервативния си начин на живот.
През 2004 г. населението на града е 144 587 жители, включително 143 527 корейци и 1060 души от други националности.
Слоганът на града е „Кимчхон в центъра“ – признание за факта, че се намира почти в географския център на Южна Корея.

## История
В епохата Самхан, на територията на съвременния Кимчхон съществуват племенните съюзи Каммунгук и Чуджомагук, които по време на Трите държави са обединени от държавата Сила в административната единица Каммунджу. По-късно тя е повишена до статут до окръг и започва да се нарича Керьонгун (окръг Керьон). Постепенно разширявайки се и усвоявайки съседните селища, Керьон просъществува до 1914 г., когато е съединена с околните територии, образувайки Кимчхонгун (окръг Кимчхон). През 1949 г. Кимчхон получава статут на град (si). Оттогава градът претърпява малки административни реформи и няколко пъти променя своите граници (последната промяна е през 2000 година).

## География
Кимчхон се намира в западната част на провинция Кьонсан-Пукто. На запад и на юг граничи с провинциите Кьонсан-Намдо и Чхунчхън-Пукто, на север – със Санджу, на изток и югоизток с Куми, а на югозапад – със Сонджу. Пейзажът е предимно планински. През града преминава най-голямата транспортна артерия на страната – магистралата Кенбу, свързваща Сеул и Бусан.

## Туризъм и забележителности
В Кимчхон са разположени редица исторически и културни забележителности, основните от които включват:
- Будистки манастир Чикчиса (V век) – смята се, че Чикчиса е построен от монаха Гогурьо Адо през 418 г., много преди будизмът да получи общоприето признание в Сила. Чикчиса е разрушен до голяма степен по време на Седемгодишната война през 1590-те години. Реконструкцията на храма продължава от 1610 до 1670 година.
- Будистки манастир Чхонъамса (IX век)
- Светилището Судоам (IX век)
- Парк на скулптурите на река Чикчичхон
- Водопадът Йонго
- Долината Судо

### Музеи
- Център Битна Нон-ак
- Музей на керамиката

## Побратимени градове
- Нанао, Япония[3]
- Ченгду, Китай
- Канбукку, район на Сеул, Южна Корея

## Символи
- Цвят: слива
- Птици: сива чапла
- Дърво: бор
- Талисман: Сегоми и Талгоми, персонифициращи основният отрасъл на селското стопанство на района – отглеждането на грозде.

## Транспорт
Освен автомагистралата Кенбу, транспортните връзки на града включват железопътните линиите Гьонгбу и Гьонгбук. През 2010 г. в покрайнините на центъра на града е открита новопостроената станция на KTX, гара Гимчон-Гуми. Разстояния до други дестинации:
- Гуми – 20 минути с влак
- Дегу – 45 минути с влак
- Деджон – 50 минути с влак
- Бусан – 2 часа и 50 минути с обикновен влак/ Час и 15 минути с KTX
- Сеул – 3 часа с обикновен влак/ Час и 30 минути с KTX